# Провулок Семена Палія (Житомир)
Провулок Семена Палія — провулок в Богунському районі міста Житомира.

## Характеристики
Знаходиться на Мальованці. Бере початок з Семенівського провулка. Завершується глухим кутом. 

## Історія
Виник та почав формуватися у 1990-х роках. Отримав назву в 1997 році.